# Adansonia madagascariensis
Il baobab del Madagascar (Adansonia madagascariensis Baill.) è un albero della famiglia delle Malvacee endemico del Madagascar.

## Descrizione

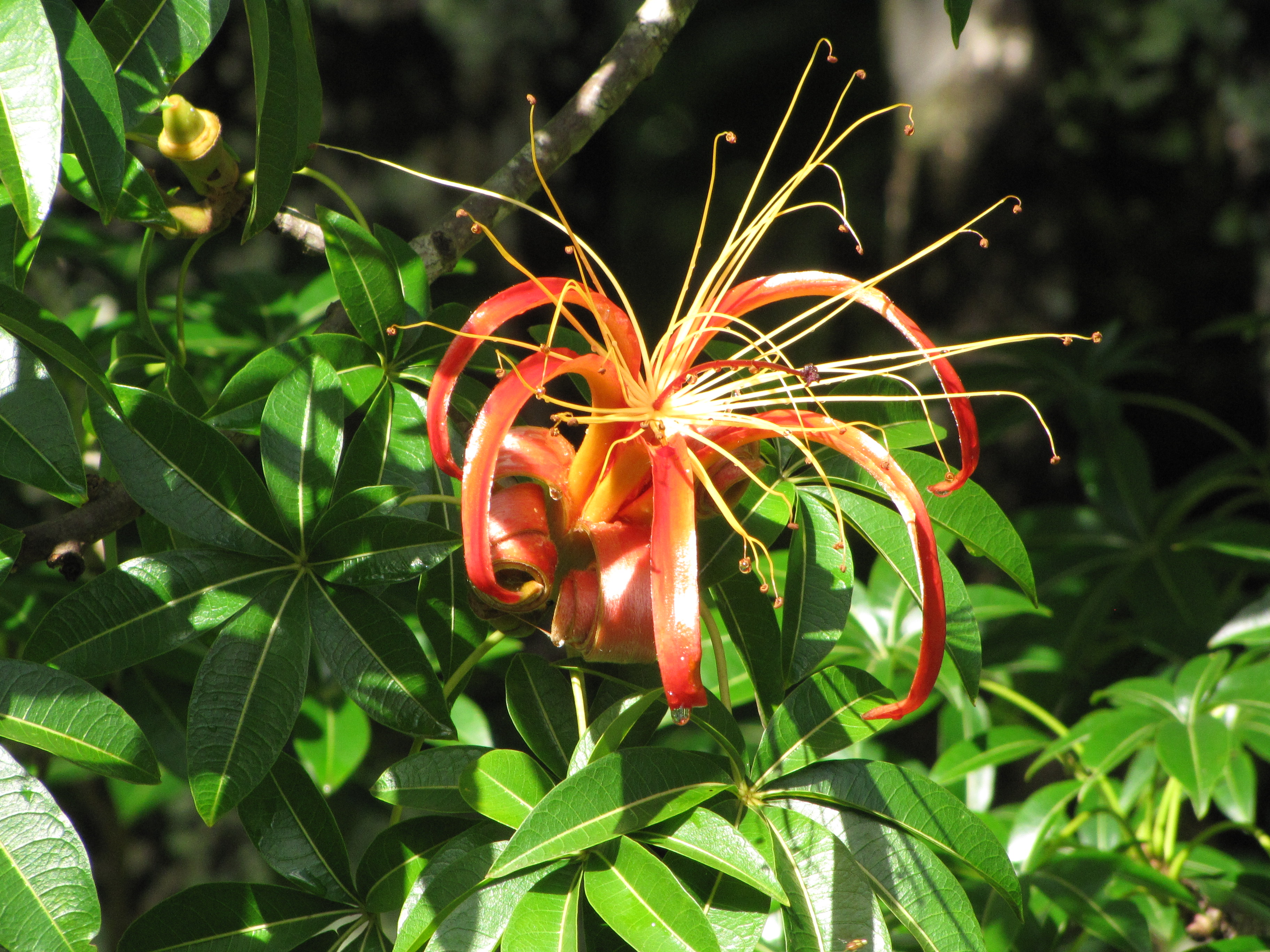
Fiore e foglie

Produce grandi fiori molto odorosi, che si schiudono la notte.

## Biologia
L'impollinazione è zoocora, ad opera di farfalle notturne della famiglia Sphingidae.

## Distribuzione e habitat
Questa specie di baobab è diffusa nella foresta decidua secca del Madagascar nord-occidentale; il suo areale si estende da Antsiranana alle regioni di Sambirano e Soalala.